# All American Racers

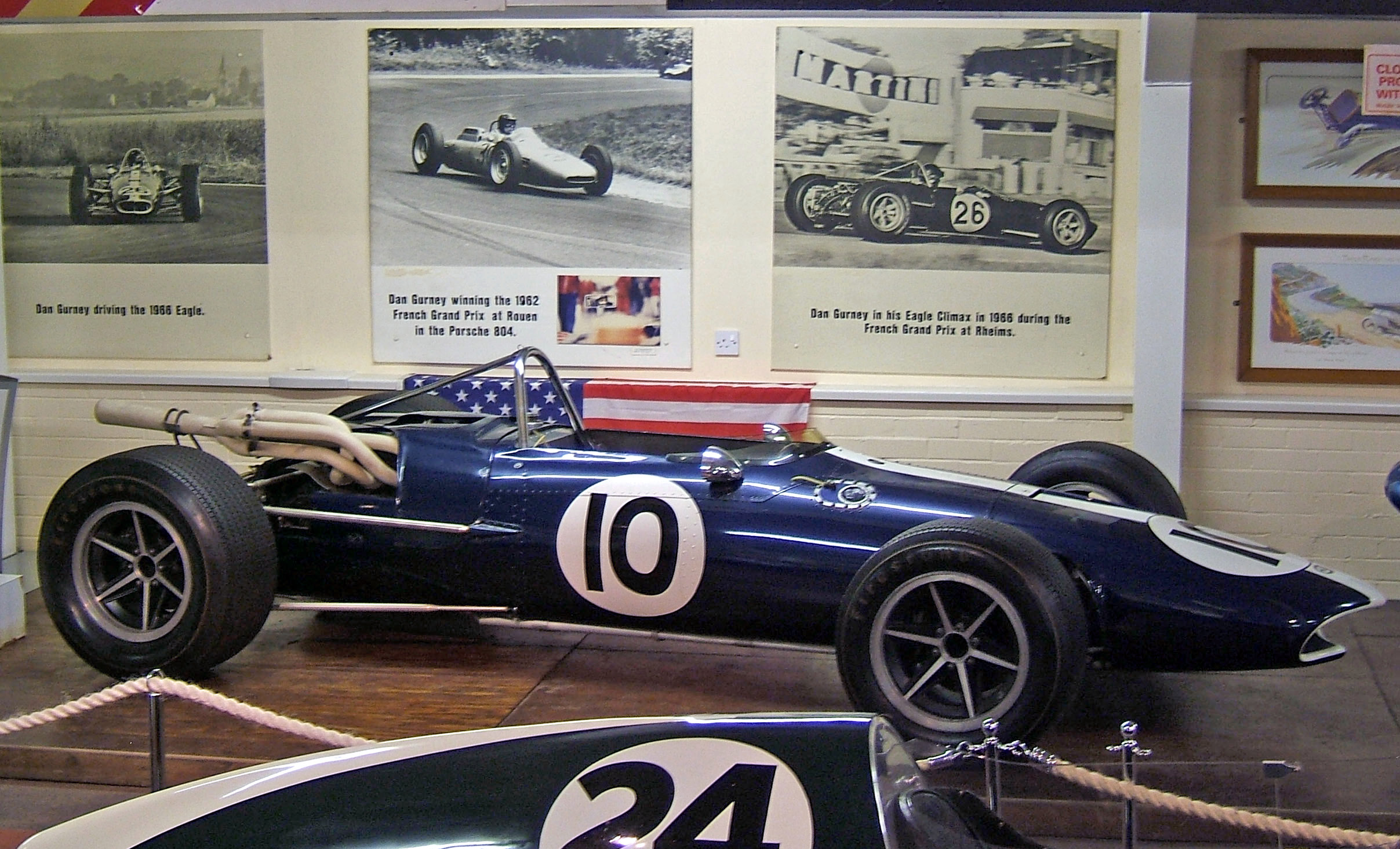
Eagle T1F.

All American Racers es un equipo de automovilismo de Estados Unidos basado en Santa Ana, California fundado por Dan Gurney y Carroll Shelby en 1964,
All American Racers en un principio participó en carreras de sport prototipos americanos y de CART como también en la Fórmula 1 con autos llamados Eagle. El equipo de Fórmula 1 ubicado en el Reino Unido y con motores Weslake fueron conocidos como Anglo American Racers. Ellos participaron en 25 grandes premios y entrando un total de 34 autos.
Los primeros Eagles fueron creados después que AAR entraran a las 500 Millas de Indianapolis de 1965 con un Lotus 38 respaldado por Goodyear y Gurney reclutó al anterior diseñador de Lotus Lan Terry para desarrollar su propio auto para 1966. El resultante Eagle T2G  propulsado por Ford fue codesarrollado con el Eagle T1F/Eagle T1G para la Fórmula 1.
Después de salirse de la Fórmula 1 en 1968 se concentraron en Champ Cars. Eagle se cambió a los deportivos en 1980 y en 1985 colaboró con Toyota para desarrollar el Toyota Celica y después sus sport prototipos para el Campeonato IMSA GT.
La compañía construye el DeltaWing diseñado por Ben Bowlby que corrió las 24 Horas de Le Mans del 2012 a manos de Highcroft Racing.

## Resultados

### Fórmula 1
(Clave) (negrita indica pole position) (cursiva indica vuelta rápida)

| Año     | Chasis      | Motor       | Neu. | Pilotos             | 1   | 2   | 3   | 4   | 5   | 6   | 7   | 8   | 9   | 10  | 11  | 12  | Puntos | Pos. |
| ------- | ----------- | ----------- | ---- | ------------------- | --- | --- | --- | --- | --- | --- | --- | --- | --- | --- | --- | --- | ------ | ---- |
| 1966    | T1F         | Climax S4   | G    |                     | MON | BEL | FRA | GBR | NED | GER | ITA | USA | MEX |     |     |     | 4      | 7.º  |
| 1966    | T1F         | Climax S4   | G    | Phil Hill           |     |     |     |     |     |     | DNQ |     |     |     |     |     | 4      | 7.º  |
| 1966    | T1F         | Climax S4   | G    | Dan Gurney          | DNP | Ret | 5   | Ret | Ret | 7   |     |     | 5   |     |     |     | 4      | 7.º  |
| 1966    | T1G         | Weslake V12 | G    | Dan Gurney          |     |     |     |     |     |     | Ret | Ret |     |     |     |     | 0      | NC   |
| 1966    | T1G         | Weslake V12 | G    | Bob Bondurant       |     |     |     |     |     |     |     | DSQ | Ret |     |     |     | 0      | NC   |
| 1967    | T1G         | Weslake V12 | G    |                     | RSA | MON | NED | BEL | FRA | GBR | GER | CAN | ITA | USA | MEX |     | 13     | 7.º  |
| 1967    | T1G         | Weslake V12 | G    | Dan Gurney          | Ret | Ret | Ret | 1   | Ret | Ret | Ret | 3   | Ret | Ret | Ret |     | 13     | 7.º  |
| 1967    | T1G         | Weslake V12 | G    | Richie Ginther      | DNP | DNQ | DNP |     |     |     |     |     |     |     |     |     | 13     | 7.º  |
| 1967    | T1G         | Weslake V12 | G    | Bob Bondurant       |     |     |     | DNP |     |     |     |     |     |     |     |     | 13     | 7.º  |
| 1967    | T1G         | Weslake V12 | G    | A. J. Foyt          |     |     |     | DNP |     |     |     |     |     |     |     |     | 13     | 7.º  |
| 1967    | T1G         | Weslake V12 | G    | Bruce McLaren       |     |     |     |     | Ret | Ret | Ret |     |     |     |     |     | 13     | 7.º  |
| 1967    | T1G         | Weslake V12 | G    | Ludovico Scarfiotti |     |     |     |     |     |     |     |     | Ret |     |     |     | 13     | 7.º  |
| 1968    | T1G         | Weslake V12 | G    |                     | RSA | ESP | MON | BEL | NED | FRA | GBR | GER | ITA | CAN | USA | MEX | 0      | NC   |
| 1968    | T1G         | Weslake V12 | G    | Dan Gurney          | Ret |     | Ret | DNP |     | DNP | Ret | 9   | Ret |     |     |     | 0      | NC   |
| 1968    | McLaren M7A | Ford V8     | G    | Dan Gurney          |     |     |     |     |     |     |     |     |     | Ret | 4   | Ret |        |      |
| Fuente: |             |             |      |                     |     |     |     |     |     |     |     |     |     |     |     |     |        |      |

#### Equipos privados
(Clave) (negrita indica pole position) (cursiva indica vuelta rápida)

| Año     | Equipo            | Chasis | Motor     | Neu. | Pilotos  | 1   | 2   | 3   | 4   | 5   | 6   | 7   | 8   | 9   | 10  | 11  | 12  |
| ------- | ----------------- | ------ | --------- | ---- | -------- | --- | --- | --- | --- | --- | --- | --- | --- | --- | --- | --- | --- |
| 1967    | Castrol Oils Ltd. | T1F    | Climax S4 | G    |          | RSA | MON | NED | BEL | FRA | GBR | GER | CAN | ITA | USA | MEX |     |
| 1967    | Castrol Oils Ltd. | T1F    | Climax S4 | G    | Al Pease |     |     |     |     |     |     |     | NC  |     | DNP | DNP |     |
| 1968    | Castrol Oils Ltd. | T1F    | Climax S4 | G    |          | RSA | ESP | MON | BEL | NED | FRA | GBR | GER | ITA | CAN | USA | MEX |
| 1968    | Castrol Oils Ltd. | T1F    | Climax S4 | G    | Al Pease |     |     |     |     |     |     |     |     |     | DNS |     |     |
| 1969    | John Maryon       | T1F    | Climax S4 | F    |          | RSA | ESP | MON | NED | FRA | GBR | GER | ITA | CAN | USA | MEX |     |
| 1969    | John Maryon       | T1F    | Climax S4 | F    | Al Pease |     |     |     |     |     |     |     |     | DSQ |     |     |     |
| Fuente: |                   |        |           |      |          |     |     |     |     |     |     |     |     |     |     |     |     |